# Shilla
Der Shilla ist ein 6132 m (nach anderen Quellen 6111 m) hoher Nebengipfel des Lhakang im indischen Bundesstaat Himachal Pradesh im Westhimalaya.
Der Gipfel liegt 24 km nordnordöstlich von Kaza, dem Hauptort im Spitital, im Distrikt Lahaul und Spiti. 
Der Shilla befindet sich auf der Ostseite des Flusstals des Shilla Nala an dessen oberen Ende. Der etwas höhere Lhakang (6250 m) liegt gerade mal 3,27 km weiter nördlich. Aufgrund einer Schartenhöhe von 400 m gilt der Shilla nicht als eigenständiger Berg. 
Der Shilla erlangte aufgrund einer fehlerhaften Messung seiner Höhe im Jahre 1860 Berühmtheit, mit einer Höhe von 7092 m wäre er der höchste Berg in Himachal Pradesh gewesen und zudem der erste bestiegene Siebentausender überhaupt (47 Jahre vor dem Trishul).